# Ophiorrhiza acuminatissima
Ophiorrhiza acuminatissima är en måreväxtart som beskrevs av Pieter Willem Korthals. Ophiorrhiza acuminatissima ingår i släktet Ophiorrhiza och familjen måreväxter.
Artens utbredningsområde är Sumatera. Inga underarter finns listade i Catalogue of Life.